# موگوخ
موگوخ (به لاتین: Mogokh) یک منطقهٔ مسکونی در روسیه است که در داغستان واقع شده‌است.